# Aheru järv
Aheru järv (även Ahero järv, Kansdi järv, Kansi järv) är en sjö i södra Estland. Den ligger i Valga kommun i landskapet Valgamaa, 220 km söder om huvudstaden Tallinn. Aheru järv ligger 70 meter över havet. Arean är 2,4 kvadratkilometer. Den såväl tillförs vatten som avvattnas av Laanemetsa oja, ett nordligt högerbiflöde till Gauja som mynnar i Rigabukten.  
Trakten ingår i den hemiboreala klimatzonen. Årsmedeltemperaturen i trakten är 3 °C. Den varmaste månaden är juli, då medeltemperaturen är 18 °C, och den kallaste är februari, med −10 °C.